# Petr Dvořák
Petr Dvořák (ur. 11 października 1983 w Rožnov pod Radhoštěm) – czeski hokeista.

## Kariera
- HC Hawierzów U18 (1999-2000)
- HC Hawierzów U20 (2000-2001)
- HC Hawierzów (2000-2002)
  -  HC Sumperk (2002)
  -  Regina Pats (2002-2003)
  -  HC Prostějov (2005)
  -  HC Přerov (2005)
- HC Valašské Meziříčí (2005-2006)
- HC Vrchlabí (2006-2007)
- HC Valašské Meziříčí (2007-2009)
- Cracovia (2009-2015)
- VHK Vsetín (2015-2016)
- HC Valašské Meziříčí (2016-2020)

W barwach Czech uczestniczył w turnieju mistrzostw świata juniorów do lat 20 w 2003.

## Sukcesy
Klubowe
- Srebrny medal mistrzostw Polski (2 razy): 2010, 2012 z Cracovią
- Złoty medal mistrzostw Polski (2 razy): 2011, 2013 z Cracovią
- Puchar Polski (1 raz): 2013 z Cracovią
- Superpuchar Polski (1 raz): 2014 z Cracovią

Indywidualne
- Puchar Polski w hokeju na lodzie (2013/2014): zdobywca zwycięskiego gola w meczu finałowym
- Medal Za Zasługi I stopnia (2024)[1]